# Südamerikas Fußballer des Jahres
Ein südamerikanischer Fußballer des Jahres wurde erstmals 1971 unter Federführung der in der venezolanischen Hauptstadt Caracas erscheinenden Tageszeitung El Mundo gewählt. Hierbei konnte jeder vom Kontinent stammende Spieler gewählt werden. Die Wahl fand bis 1992 jährlich statt. Seit 1986 werden jedoch die aus der Ermittlung zum „Rey del Fútbol de América“ hervorgegangenen Sportler als Südamerikas offizielle Fußballer des Jahres betrachtet. Diese Wahl organisiert die in der uruguayischen Hauptstadt Montevideo ansässige Tageszeitung El País.
Um bei der Abstimmung berücksichtigt zu werden, müssen die Spieler für einen Verein auf dem südamerikanischen Kontinent auflaufen (seit der Öffnung der Copa Libertadores für mexikanische Gast-Mannschaften wird auch Mexiko als Spiel-Land akzeptiert) – bei der Abstimmung von El Mundo war hingegen lediglich die Herkunft der Spieler entscheidend, so dass auch Legionäre Anerkennung fanden. El País befragt Journalisten des ganzen amerikanischen Kontinents.

## Die Preisträger
Von 1971 bis 1992 wurde die Wahl von der Zeitung El Mundo aus El Mundo durchgeführt, seit 1986 Wahl von El País aus Montevideo.
| Jahr | Spieler                                | Klub                                           |
| ---- | -------------------------------------- | ---------------------------------------------- |
| 1971 | Tostão                                 | Cruzeiro Belo Horizonte                        |
| 1972 | Teófilo Cubillas                       | Alianza Lima                                   |
| 1973 | Pelé                                   | FC Santos                                      |
| 1974 | Elías Figueroa                         | Internacional Porto Alegre                     |
| 1975 | Elías Figueroa                         | Internacional Porto Alegre                     |
| 1976 | Elías Figueroa                         | Internacional Porto Alegre                     |
| 1977 | Zico                                   | Flamengo Rio de Janeiro                        |
| 1978 | Mario Kempes                           | FC Valencia                                    |
| 1979 | Diego Maradona                         | Argentinos Juniors                             |
| 1980 | Diego Maradona                         | Boca Juniors                                   |
| 1981 | Zico                                   | Flamengo Rio de Janeiro                        |
| 1982 | Zico                                   | Flamengo Rio de Janeiro                        |
| 1983 | Sócrates                               | Corinthians São Paulo                          |
| 1984 | Enzo Francescoli                       | River Plate                                    |
| 1985 | Julio César Romero                     | Fluminense Rio de Janeiro                      |
| 1986 | Diego Maradona / Antonio Alzamendi     | SSC Neapel / River Plate                       |
| 1987 | Carlos Valderrama                      | Deportivo Cali                                 |
| 1988 | Rubén Paz                              | Racing Club (Avellaneda)                       |
| 1989 | Diego Maradona / Bebeto                | SSC Neapel / CR Vasco da Gama                  |
| 1990 | Diego Maradona / Raúl Vicente Amarilla | SSC Neapel / Club Olimpia                      |
| 1991 | Gabriel Batistuta / Oscar Ruggeri      | Boca Juniors / AC Florenz / CA Vélez Sarsfield |
| 1992 | Diego Maradona / Raí                   | FC Sevilla / FC São Paulo                      |
| 1993 | Carlos Valderrama                      | Atlético Junior                                |
| 1994 | Cafu                                   | FC São Paulo                                   |
| 1995 | Enzo Francescoli                       | River Plate                                    |
| 1996 | José Luis Chilavert                    | CA Vélez Sarsfield                             |
| 1997 | Marcelo Salas                          | River Plate                                    |
| 1998 | Martín Palermo                         | Boca Juniors                                   |
| 1999 | Javier Saviola                         | River Plate                                    |
| 2000 | Romário                                | CR Vasco da Gama                               |
| 2001 | Juan Román Riquelme                    | Boca Juniors                                   |
| 2002 | José Saturnino Cardozo                 | Deportivo Toluca FC                            |
| 2003 | Carlos Tévez                           | Boca Juniors                                   |
| 2004 | Carlos Tévez                           | Boca Juniors                                   |
| 2005 | Carlos Tévez                           | Corinthians São Paulo                          |
| 2006 | Matías Fernández                       | CSD Colo-Colo                                  |
| 2007 | Salvador Cabañas                       | Club América                                   |
| 2008 | Juan Sebastián Verón                   | Estudiantes de La Plata                        |
| 2009 | Juan Sebastián Verón                   | Estudiantes de La Plata                        |
| 2010 | Andrés D’Alessandro                    | Internacional Porto Alegre                     |
| 2011 | Neymar                                 | FC Santos                                      |
| 2012 | Neymar                                 | FC Santos                                      |
| 2013 | Ronaldinho                             | Atlético Mineiro                               |
| 2014 | Teófilo Gutiérrez                      | River Plate                                    |
| 2015 | Carlos Sánchez                         | River Plate                                    |
| 2016 | Miguel Borja                           | Atlético Nacional                              |
| 2017 | Luan Vieira                            | Grêmio Porto Alegre                            |
| 2018 | Pity                                   | River Plate                                    |
| 2019 | Gabriel Barbosa                        | Flamengo Rio de Janeiro                        |
| 2020 | Marinho                                | FC Santos                                      |
| 2021 | Julián Álvarez                         | River Plate                                    |
| 2022 | Pedro                                  | Flamengo Rio de Janeiro                        |
| 2023 | Germán Cano                            | Fluminense Rio de Janeiro                      |
| 2024 | Luiz Henrique                          | Botafogo FR                                    |

### Ranglisten beider Wertungen
| Rang | Spieler              | Anzahl |
| ---- | -------------------- | ------ |
| 1    | Diego Maradona       | 6      |
| 2    | Carlos Tévez         | 3      |
|      | Carlos Valderrama    | 3      |
|      | Elías Figueroa       | 3      |
|      | Zico                 | 3      |
| 6    | Enzo Francescoli     | 2      |
|      | Juan Sebastián Verón | 2      |
|      | Neymar               | 2      |
|      | Rubén Paz            | 2      |

| Rang | Land        | Anzahl |
| ---- | ----------- | ------ |
| 1    | Argentinien | 21     |
| 2    | Brasilien   | 16     |
| 3    | Uruguay     | 6      |
| 4    | Chile       | 5      |
|      | Kolumbien   | 5      |
|      | Paraguay    | 5      |
|      | Peru        | 1      |

## Südamerikas Fußballer des Jahrhunderts (1998)
| Rang | Name                 | Punkte |
| ---- | -------------------- | ------ |
| 1    | Pelé                 | 220    |
| 2    | Diego Maradona       | 193    |
| 3    | / Alfredo Di Stéfano | 161    |
| 4    | Garrincha            | 142    |
| 5    | José Manuel Moreno   | 82     |
| 6    | / Juan Schiaffino    | 52     |
| 7    | Zico                 | 51     |
| 8    | Elías Figueroa       | 42     |
|      | Arsenio Erico        | 42     |
| 10   | Zizinho              | 40     |

| Rang | Name                  | Punkte |
| ---- | --------------------- | ------ |
| 1    | Amadeo Carrizo        | 68     |
| 2    | José Luis Chilavert   | 57     |
| 3    | Ubaldo Fillol         | 53     |
| 4    | Gilmar                | 47     |
| 5    | Ladislao Mazurkiewicz | 46     |
| 6    | Roque Máspoli         | 26     |
| 7    | Hugo Gatti            | 20     |
| 8    | René Higuita          | 18     |
| 9    | Sergio Livingstone    | 15     |
| 10   | Émerson Leão          | 13     |